# Повстання Кенесари Касимова
Повстання Кенесари Касимова — збройний виступ казахів Середнього і Старшого жузів у 1837–1847 роках під проводом хана Кенесари Касимова проти російської колоніальної влади, найтриваліше і найбільше у XIX столітті національно-визвольне повстання в Казахстані.

## Причини повстання
У 1822 році російський імператор Олександр I видав указ про введення розробленого Михайлом Сперанським «Статуту про сибірських киргизів», яким ліквідовувалася ханська влада в казахських жузах. Замість неї вводилися окружні накази, до компетенції яких, також передавалися права на збір мита — ясаку з торгових караванів. Найчастіше, накази волостей в Молодшому жузі порушували маршрути кочування казахських родів, що також викликало невдоволення кочовиків.

## Збройний виступ і його перебіг
Хан Кенесари вже з другої половини 1820-х років разом зі своїм батьком Касимом і братом Саржаном активно протидіяли колоніальному російському адміністративному управлінню в утворених у 1824 році Кокчетавському і Каркаралинському округах. Після смерті брата, убитого в 1836 році в Ташкенті, Кенесари продовжив спротив на території Середнього жузу.
У боротьбі проти Росії Кенесари спочатку виступав як продовжувач політичної лінії свого батька Касима і брата Саржана, убитих кокандським ханом. Після вбивства Саржана (1836) і Касима (1840) союз з кокандцями для Кенесари став неможливим. Він шукав інших союзників в особі бухарського хана, киргизів тощо. В основі дій Кенесари проти Російської імперії було прагнення зупинити її просування в глиб степу, зруйнувати збудовані на казахській землі російські фортеці і зупинити зведення нових. Спочатку, продовжуючи справу свого батька, Кенесари намагався вирішити проблеми, що виникли між Казахським ханством і Росією, дипломатичним шляхом. Збереглося кілька листів Кенесари російській владі — царю Миколі I, Оренбурзьким генерал-губернаторам Перовському і Обручеву, Сибірському генерал-губернатору Горчакову. Розуміючи військову і чисельну перевагу російських військ, Кенесари ретельно готувався до воєнних дій. Його військові загони постійно проходили бойову підготовку, до них були залучені біглі російські селяни і іноземні майстри збройової справи.
Вичерпавши мирні засоби вирішення казахсько-російських протиріч, Кенесари підняв збройне повстання, яке охопило більшу частину казахських земель і родів. У повстанні, крім родів Середнього жузу, взяли участь роди Молодшого жузу — шекти, тама, табин, алшин, шомекей, жаппас та інші, Старшого жузу — уйсуни, дулати тощо. У військових битвах казахів проти регулярних російських військ разом з Кенесари самовіддано боролися такі відомі батири, як Агибай, Іман, Басигара, Ангал, Жанайдар, Жеке, Суранши, Байсеіт, Жоламан Тленшиули, Бугибай, Бухарбай та інші.
Широку популярність в Степу Кенесари отримав у 1837 році, коли йому вдалося успішно провести операцію з захоплення каравану, що йшов з Петропавловська в Ташкент в супроводі конвою з п'ятдесяти п'яти козаків на чолі з хорунжим Олексієм Ритовим. У відповідь сибірський генерал-губернатор Горчаков організував низку операцій, координуючи свої дії з оренбурзьким генерал-губернатором Перовським — Кенесари Касимов, ухиляючись від переслідування сибірськими загонами прямував на територію казахів Оренбурзької губернії.
Активні військові дії Кенесари розпочав навесні 1838 року облогою та спаленням Акмолинського укріплення. Згодом повсталі перемістилися в район Тургая, де до них приєдналися учасники розбитої армії Ісатая Тайманова.
Аби запобігти небезпеці торгівлі Росії з середньоазійськими державами, яку складали дії Кенесари складали, росіяни організували охорону купецьких караванів загонами козаків. Влітку 1838 року за розпорядженням П. Д. Горчакова з наказів надсилалися партії козаків по півсотні шабель в місця найбільш ймовірної появи Кенесари, між Кокчетавським, Учбулакським, Акмолинським наказами були посилені пікети і роз'їзди. Незважаючи на це, каравани постійно піддавалися нападам і жорстоко грабувалися. Для переслідування прихильників Кенесари і повернення на місця перебування відкочувавших аулів в червні 1838 року на річку Мокур-Тургай був відправлений загін військового старшини Карбишева та із Акмоли загін полковника Щербачова, але останній змушений був повернути на Актау.
У серпні 1841 року повсталі під командуванням хана Кене, обложили і захопили кокандські фортеці Сузак, Жана-Курган, Ак-Мечеть, Жулек. Здобуті перемоги над Кокандом сприяли збільшенню армії Кенесари і розширенню повстання.

## Хан усіх казахів
У вересні 1841 року на курултаї на річці Торгай, представники усіх трьох казахських жузів обрали Кенесари ханом, проголосивши відродження єдиного Казахського ханства. Згідно всім правилам ритуалу, Кенесари був посаджений і піднятий на білій кошмі.
У період, коли повстанці відійшли від російських кордонів, положення в степу дещо стабілізувалося — прагнучи поліпшити економічне становище ханства, Кенесари суворо заборонив перешкоди і набіги на торгові каравани. Були налагоджені дипломатичне листування і прийом послів з Росією, Бухарою, Хівою. Кенесари проводив політику свого діда Аблая, що вважав, що тільки жорстокість може зробити ханську владу міцною. Свою владу він підтримував шляхом жорсткої дисципліни, яка часом межувала з терором. На захоплених землях Кенесари стверджував династичний режим. За правління хана Кенесари був відновлений суд біїв, що розбирав справи за нормами звичаєвого права казахів. У податковій політиці так само відновлювалися норми мусульманського права: для скотарських районів зберігся закят (обов'язковий річний податок — один з п'яти стовпів ісламу), для землеробських — ушур (податок, яким оподатковувалося з осіле населення). Одночасно, жорстка внутрішня політика хана Кенесари, викликала обурення у окремих родах.
У 1842—1843 ханом казахів Кенесари визнав бухарський емір Насрулла. Частина з відповідальних за взаємини з Азією російських чиновників, зокрема оренбурзький генерал-губернатор Перовський, стали схилятися до ведення переговорів щодо створення напівавтономного утворення за прикладом Букеївської орди. Однак російський цар Миколи I у 1843 році категорично заявив щодо цих проектів «двом монархам в одному царстві не бувати» і росіяни продовжили збройні напади. Крім козаків і регулярних військ, в походах проти Кенесари взяли участь казахські султани, які обрали бік колоніального уряду. Сильно послабило позиції Кенесари в Семиріччі, який боровся за незалежність Казахстану від Росії, прийняття у 1846 році російського підданства казахами Середнього жузу.
Наприкінці 1846 року, витіснений російськими царськими військами при підтримці збройних загонів султанів-прибічників царя з території Молодшого і Середнього жузів, Кенесари-хан зайняв важкодоступний півострів в гирлі річки Ілі, звідки здійснював набіги на киргизькі землі. Потім під натиском царських військ Кенесари перейшов на територію Старшого жузу поблизу кордонів киргизьких племен. Позбавлений значної соціальної опори на нових землях, він вирішив покращити своє становище завойовницькими походами в Киргизії, які викликали жорстку відсіч киргизів. У 1847 році біля озера Іссик-Куль Кенесари Касимули був захоплений у полон і страчений сарбазами киргизького манапа Калигула. Вожді киргизьких племен на знак відданості передали відрубану голову Кенесари російському імператору. Голову відправили в Омськ.